# Jurij Kowszow
Jurij Aleksandrowicz Kowszow (ros. Юрий Александрович Ковшов, ur. 5 września 1951 w Kuszce) – radziecki jeździec sportowy. Dwukrotny medalista olimpijski z Moskwy.
Specjalizował się w ujeżdżeniu. Igrzyska w 1980 były jego olimpijskim debiutem. W konkursie indywidualnym zajął drugie miejsce, w drużynie triumfował. Partnerowali mu Wira Misewycz i Wiktor Ugriumow. W igrzyskach tych udziału nie brali jeźdźcy z niektórych krajów Zachodu, należący do światowej czołówki. Drugi raz w olimpiadzie brał udział w Seulu w 1988.

## Starty olimpijskie (medale)
Moskwa 1980
- ujeżdżenie, konkurs drużynowy (na koniu Igrok) –  złoto
- ujeżdżenie, konkurs indywidualny (Igrok) –  srebro